# Brooke White
Brooke Elizabeth White (Phoenix, Arizona, 2 de junio de 1983) es una cantante, compositora y actriz estadounidense, conocida por su participación en la séptima temporada de American Idol, en la cual terminó en quinto lugar.

## Biografía

### Primeros años
Brooke Elizabeth White nació en Phoenix, Arizona, y creció cerca de Mesa, con tres hermanos más jóvenes (Katie, Tyler, y Quinn) y sus padres, Brad y Kaylene, y es de ascendencia inglesa. Ella también tiene miembros de su familia en Nueva Escocia, Canadá.
Nació en su país con 3 hermanos más pequeños

## American Idol
Ella hizo la audición para la séptima temporada de American Idol en el Wachovia Center de Filadelfia en agosto de 2007. Terminó quinta en la temporada 7 la competencia.

## Discografía

### Álbumes de estudio
- 2005: Songs from the Attic
- 2007: High Hopes & Heartbreak

### Singles
- 2009: Hold Up My Heart
- 2009: Radio Radio